# Кріс Біт
Крістофер Джеймс Біт (англ. Christopher James Beath, нар. 17 листопада 1984) — австралійський футбольний арбітр, арбітр ФІФА з 2011 року

## Кар'єра
4 квітня 2017 року Кріс Біт став одним з відеопомічників арбітра на матчах А-Ліги, першої футбольної ліги у світі, яка реалізувала цю технологію.
У січні 2018 року Біт був одним з арбітрів на молодіжному чемпіонаті Азії 2018 у Китаї, де обслужив дві гри, в тому числі матч-відкриття.
Був одним з арбітрів Кубка Азії 2019 року. 
Оголошений арбітром на ЧС-2022 у Катарі.